# Desa Parakan (administrativ by i Indonesien, Jawa Barat, lat -6,33, long 107,47)
Desa Parakan är en administrativ by i Indonesien.   Den ligger i provinsen Jawa Barat, i den västra delen av landet, 70 km öster om huvudstaden Jakarta.